# Thomas Leandersson
Thomas Leandersson, född 8 februari 1966, är en svensk före detta friidrottare (sprinter). Han tävlade först för IFK Lund och sedan för Malmö AI. 
Vid VM i Stuttgart 1993 var Leandersson med i det svenska stafettlaget på 4x100 meter (de andra var Lars Hedner, Torbjörn Eriksson, Torbjörn Mårtensson och Mattias Sunneborn) som tog sig till final och där kom på åttonde plats. 

## Personliga rekord
- 100 m: 10,42 s (Nyköping, 13 juni 1991)[3]
- 200 m: 21,35 s (Malmö Stadion 26 juli 1992)[4]

### Fotnoter
1. 1 2 3 4 5 6 7  Wiger 2006, s. 37.
2. 1 2 3 4 5 6 7  Wiger 2006, s. 153.
3. 1 2  Holmberg 2009, s. 16.
4. ↑  Holmberg 2009, s. 50.